# 望天鵝山
望天鹅山是中國吉林省長白縣的一座中心式喷发和溢流的玄武质火山锥，主峰海拔2051.4米，為中國東北第二高峰，與35公里外的长白山共同构成了长白山脉的峰脊。